# Tim Pocock
Timothy James Pocock, Tim Pocock (Sydney, 24 de outubro de 1985) é um ator australiano mais conhecido por interpretar Scott Summers no filme X-Men Origins: Wolverine. , e Ethan  Karamakov na série de televisão Dance Academy.  

## Filmografia

### Filmes
| Ano  | Filme                    | Papel            |
| ---- | ------------------------ | ---------------- |
| 2009 | X-Men Origens: Wolverine | Scott Summers    |
| 2013 | Forbidden Ground         | Angus O'Leary    |
| 2014 | Lemon Tree Passage       | Toby Stone       |
| 2016 | Red Billabong            | Tristan Marshall |

### Televisão
| Ano         | Título           | Papel                | Notas                          |
| ----------- | ---------------- | -------------------- | ------------------------------ |
| 2010        | Cops LAC         | Lance                | Episódio: "The Learning Curve" |
| 2011        | Home and Away    | Angus McCathie       | 3 episódios                    |
| 2010 - 2012 | Dance Academy    | Ethan Karamakov      | Principal (1ª-2ª Temporada)    |
| 2013        | Camp             | Robbie Matthews      |                                |
| 2017        | The Lost Nirvana | 4 episódios          |                                |
| 2017        | Runaways         | Victor Stein (jovem) | Episódio: "Refraction"         |

## Ligações Externas
- Tim Pocock. no IMDb.